# アスクワイルドモア
アスクワイルドモア（欧字名:Ask Wild More、2019年2月23日 - ）は、日本の競走馬。2022年の京都新聞杯の勝ち馬である。
馬名の由来は、冠名＋「もっとワイルドに」。なお馬主の廣崎は、馬名は親交のある馬主・吉原毎文の父である吉原貞敏が所有していたワイルドモア（1969年皐月賞馬）にあやかったものであると語っている。

## 戦績
2021年5月千葉サラブレッドセールにて、藤原英昭調教師の推薦により廣崎利洋が6,941万円で落札。

### 2歳（2021年）
7月11日、函館競馬場で行われた2歳新馬戦に武豊を鞍上に迎えてデビューし、2着。
8月7日、2歳未勝利戦に出走。1番人気で迎えたレースでは、最内枠からスタートを決め道中は好位から追走。直線で狭くなる場面はあったが立て直して伸び、先に先頭に立った3番人気のセイウンプラチナをゴール前でかわして勝利した。
続いて重賞初挑戦となるGIII札幌2歳ステークスに出走。4番人気で迎えたレースでは、まずまずのスタートから1コーナー過ぎで控えて後方2番手を追走。直線に入って末脚を発揮し、早めに抜け出した勝ち馬ジオグリフには突き放されたものの、鋭い追い込みを見せて2着に入った。鞍上の武は「自分の競馬に徹して、よく伸びてくれました。ただ、今回は勝ち馬が強かったですね。この馬自身は走るごとに良くなっています」とコメントした。
12月28日のGIホープフルステークスでは、8番人気に推されたが、15着に大敗した。

### 3歳（2022年）
2月6日、3歳初戦として中京競馬場で行われたGIIIきさらぎ賞に出走し、4着。
5月7日に行われたGII京都新聞杯に出走。新コンビとなる岩田望来を鞍上に迎えたレースでは、速めに流れたなか道中は中団の内に待機。最後の直線で外に出されて脚を伸ばし先に抜け出した7番人気ヴェローナシチーをゴール前で差し切って、これに半馬身差をつけ優勝。重賞初制覇を果たした。勝ちタイムの2分9秒5は芝2200mの日本レコードタイムであった。なお、鞍上の岩田は4コーナーで外側に斜行し、他馬の進路を妨害したとして5月21日と同22日の2日間の騎乗停止処分となった。
5月29日に行われたGI第89回東京優駿では中団からレースを進めたが直線で伸びを欠き12着。秋に入り、9月25日の神戸新聞杯は10着、10月23日の菊花賞は9着、そして古馬との初対戦となった12月の中日新聞杯では18着と殿負けに終わり3歳シーズンを終えた。

### 4歳（2023年）～6歳（2025年）
2023年2月18日のGIIIダイヤモンドステークスで14着に終わった後に脚部不安を発症し、1年5ヵ月の休養を余儀なくされた。
翌2024年6月16日のスレイプニルステークスで復帰するが最下位の16着に大敗すると、その後も惨敗を繰り返し、同年12月7日に行われた中日新聞杯18着が最後のレースとなった。2025年2月2日付けで競走馬登録を抹消、乗馬になる事がJRAによって発表された。なお、繁養先は未定となっている。

## 競走成績
以下の内容は、JBISサーチおよびnetkeiba.comに基づく。
| 競走日     | 競馬場 | 競走名        | 格   | 距離（馬場）  | 頭 数 | 枠 番 | 馬 番 | オッズ （人気） | 着順 | タイム （上がり3F） | 着差 | 騎手        | 斤量 [kg] | 1着馬（2着馬）       | 馬体重 [kg] |
| ---------- | ------ | ------------- | ---- | ------------- | ----- | ----- | ----- | --------------- | ---- | ------------------- | ---- | ----------- | --------- | -------------------- | ----------- |
| 2021.07.11 | 函館   | 2歳新馬       |      | 芝1800m（稍） | 12    | 8     | 11    | 004.20（2人）   | 02着 | R1:52.6（36.2）     | -0.9 | 0武豊       | 54        | エクラノーブル       | 462         |
| 0000.07.24 | 函館   | 2歳未勝利     |      | 芝1800m（良） | 13    | 1     | 1     | 002.80（1人）   | 02着 | R1:50.4（35.3）     | -0.1 | 0武豊       | 54        | フィフティシェビー   | 458         |
| 0000.08.07 | 函館   | 2歳未勝利     |      | 芝1800m（良） | 12    | 1     | 1     | 002.60（1人）   | 01着 | R1:50.0（36.9）     | -0.1 | 0武豊       | 54        | （セイウンプラチナ） | 456         |
| 0000.09.04 | 札幌   | 札幌2歳S      | GIII | 芝1800m（良） | 9     | 7     | 7     | 012.90（4人）   | 02着 | R1:49.8（36.5）     | -0.7 | 0武豊       | 54        | ジオグリフ           | 462         |
| 0000.12.28 | 中山   | ホープフルS   | GI   | 芝2000m（良） | 15    | 8     | 15    | 015.10（5人）   | 10着 | R2:01.5（35.7）     | -0.9 | 0武豊       | 55        | キラーアビリティ     | 474         |
| 2022.02.06 | 中京   | きさらぎ賞    | GIII | 芝2000m（稍） | 11    | 4     | 4     | 012.00（6人）   | 04着 | R2:00.7（35.1）     | -0.2 | 0武豊       | 56        | マテンロウレオ       | 464         |
| 0000.05.07 | 中京   | 京都新聞杯    | GII  | 芝2200m（良） | 12    | 3     | 3     | 017.80（8人）   | 01着 | R2:09.5（35.2）     | -0.1 | 0岩田望来   | 56        | （ヴェローナシチー） | 462         |
| 0000.05.29 | 東京   | 東京優駿      | GI   | 芝2400m（良） | 18    | 1     | 1     | 060.3（13人）   | 12着 | R2:24.0（36.2）     | -2.1 | 0岩田望来   | 57        | ドウデュース         | 464         |
| 0000.09.25 | 中京   | 神戸新聞杯    | GII  | 芝2200m（良） | 17    | 8     | 16    | 017.30（7人）   | 10着 | R2:12.5（35.0）     | -1.4 | 0岩田望来   | 56        | ジャスティンパレス   | 464         |
| 0000.10.23 | 阪神   | 菊花賞        | GI   | 芝3000m（良） | 18    | 4     | 7     | 098.3（14人）   | 09着 | 03:04.2（37.6）     | -1.8 | 0岩田望来   | 57        | アスクビクターモア   | 472         |
| 0000.12.10 | 中京   | 中日新聞杯    | GIII | 芝2000m（良） | 18    | 8     | 18    | 030.8（11人）   | 18着 | R2:00.9（36.1）     | -1.5 | 0岩田望来   | 55        | キラーアビリティ     | 484         |
| 2023.02.18 | 東京   | ダイヤモンドS | GIII | 芝3400m（良） | 16    | 3     | 6     | 023.40（9人）   | 14着 | R3:31.7（37.8）     | -2.6 | 0田中勝春   | 56        | ミクソロジー         | 464         |
| 2024.06.16 | 東京   | スレイプニルS | OP   | ダ2100m（良） | 16    | 5     | 10    | 156.4（14人）   | 16着 | R2:25.9（49.8）     | 16.4 | 0T.オシェア | 58        | メイプルリッジ       | 482         |
| 0000.09.01 | 新潟   | 新潟記念      | GIII | 芝2000m（良） | 11    | 5     | 6     | 162.0（11人）   | 11着 | R2:00.0（35.7）     | -2.0 | 0小沢大仁   | 56        | シンリョクカ         | 488         |
| 0000.09.14 | 中京   | ケフェウスS   | OP   | 芝2000m（良） | 11    | 8     | 11    | 143.0（10人）   | 10着 | R2:00.2（34.9）     | -2.0 | 0小崎綾也   | 55        | フライライクバード   | 474         |
| 0000.11.10 | 福島   | 福島記念      | GIII | 芝2000m（良） | 16    | 6     | 12    | 163.2（16人）   | 08着 | R2:01.3（36.8）     | -0.6 | 0小崎綾也   | 54        | アラタ               | 476         |
| 0000.12.07 | 中京   | 中日新聞杯    | GIII | 芝2000m（良） | 18    | 2     | 4     | 249.3（18人）   | 18着 | R2:01.6（36.0）     | -3.2 | 0西塚洸二   | 54        | デシエルト           | 486         |

- タイム欄のRはレコード勝ちを示す

## 血統表
| アスクワイルドモアの血統               | アスクワイルドモアの血統            | アスクワイルドモアの血統            | （血統表の出典）                    | （血統表の出典） |
| 父系                                   | サンデーサイレンス系                | サンデーサイレンス系                | サンデーサイレンス系                | [ § 2 ]          |
| 父 キズナ 青鹿毛 2010 北海道新冠町     | 父の父ディープインパクト 鹿毛 2002  | *サンデーサイレンス                 | Halo                                | Halo             |
| 父 キズナ 青鹿毛 2010 北海道新冠町     | 父の父ディープインパクト 鹿毛 2002  | *サンデーサイレンス                 | Wishing Well                        |                  |
| 父 キズナ 青鹿毛 2010 北海道新冠町     | 父の父ディープインパクト 鹿毛 2002  | *ウインドインハーヘア               | Alzao                               | Alzao            |
| 父 キズナ 青鹿毛 2010 北海道新冠町     | 父の父ディープインパクト 鹿毛 2002  | *ウインドインハーヘア               | Burghclere                          |                  |
| 父 キズナ 青鹿毛 2010 北海道新冠町     | 父の母*キャットクイル 鹿毛 1990     | Storm Cat                           | Storm Bird                          | Storm Bird       |
| 父 キズナ 青鹿毛 2010 北海道新冠町     | 父の母*キャットクイル 鹿毛 1990     | Storm Cat                           | Terlingua                           |                  |
| 父 キズナ 青鹿毛 2010 北海道新冠町     | 父の母*キャットクイル 鹿毛 1990     | Pacific Princess                    | Damascus                            | Damascus         |
| 父 キズナ 青鹿毛 2010 北海道新冠町     | 父の母*キャットクイル 鹿毛 1990     | Pacific Princess                    | Fiji                                |                  |
| 母 ラセレシオン 鹿毛 2012 北海道千歳市 | 母の父ゼンノロブロイ 黒鹿毛 2000    | *サンデーサイレンス                 | Halo                                | Halo             |
| 母 ラセレシオン 鹿毛 2012 北海道千歳市 | 母の父ゼンノロブロイ 黒鹿毛 2000    | *サンデーサイレンス                 | Wishing Well                        |                  |
| 母 ラセレシオン 鹿毛 2012 北海道千歳市 | 母の父ゼンノロブロイ 黒鹿毛 2000    | *ローミンレイチェル                 | *マイニング                         | *マイニング      |
| 母 ラセレシオン 鹿毛 2012 北海道千歳市 | 母の父ゼンノロブロイ 黒鹿毛 2000    | *ローミンレイチェル                 | One Smart Lady                      |                  |
| 母 ラセレシオン 鹿毛 2012 北海道千歳市 | 母の母*アルゼンチンスター 栗毛 1996 | Candy Stripes                       | Blushing Groom                      | Blushing Groom   |
| 母 ラセレシオン 鹿毛 2012 北海道千歳市 | 母の母*アルゼンチンスター 栗毛 1996 | Candy Stripes                       | *バブルカンパニー                   |                  |
| 母 ラセレシオン 鹿毛 2012 北海道千歳市 | 母の母*アルゼンチンスター 栗毛 1996 | *ディフェレンテ                     | Propicio                            | Propicio         |
| 母 ラセレシオン 鹿毛 2012 北海道千歳市 | 母の母*アルゼンチンスター 栗毛 1996 | *ディフェレンテ                     | Derepente                           |                  |
| 母系(F-No.)                            | ディフェレンテ(ARG)系(FN:6-a)       | ディフェレンテ(ARG)系(FN:6-a)       | ディフェレンテ(ARG)系(FN:6-a)       | [ § 3 ]          |
| 5代内の近親交配                        | サンデーサイレンス 3×3, Lyphard 5×5 | サンデーサイレンス 3×3, Lyphard 5×5 | サンデーサイレンス 3×3, Lyphard 5×5 | [ § 4 ]          |
| 出典                                   | 1. 2. 3. 4.                         | 1. 2. 3. 4.                         | 1. 2. 3. 4.                         | 1. 2. 3. 4.      |

- 母の全兄に2010年の青葉賞勝ち馬のペルーサがいる[13]。